# دبیرخانه بخش گونگلچدیکولم
ونگلچدیکولم دیویسینل سکرتریت (به لاتین: Vengalacheddikulam Divisional Secretariat) یک منطقهٔ مسکونی در سری‌لانکا است که در منطقهٔ واوونیا واقع شده‌است.